# Sopoty
Sopoty (niem. Seepothen) – wieś w Polsce położona w województwie warmińsko-mazurskim, w powiecie braniewskim, w gminie Wilczęta.
W latach 1975–1998 miejscowość administracyjnie należała do województwa elbląskiego. Miejscowość leży w historycznym regionie Prus Górnych.